# Maurice Piat
Maurice Piat CSSp (ur. 19 lipca 1941 w Moka) – maurytyjski duchowny rzymskokatolicki, duchacz, biskup koadiutor Port Louis w latach 1991–1993, biskup diecezjalny Port Louis w latach 1993–2023, kardynał prezbiter od 2016, od 2023 biskup senior diecezji Port Louis.

## Życiorys
2 sierpnia 1970 otrzymał święcenia kapłańskie w Zgromadzeniu Ducha Świętego (Duchaczy).
21 stycznia 1991 został mianowany przez Jana Pawła II biskupem koadiutorem Port Louis. Sakry biskupiej 19 maja 1991 udzielił mu biskup Port Louis Jean Margéot. W dniu 15 lutego 1993 roku został mianowany biskupem tej diecezji.
9 października 2016 ogłoszono jego nominację kardynalską. Kreowany kardynałem prezbiterem Santa Teresa al Corso d’Italia 19 listopada 2016. 19 lipca 2021 w związku z ukończeniem 80 lat kardynał Piat utracił prawo udziału w konklawe. W latach 1996–2002, 2013–2016 i 2020–2023 był przewodniczącym Konferencji Episkopatu Oceanu Indyjskiego.
19 maja 2023 papież Franciszek przyjął jego rezygnację z funkcji biskupa Port Louis.